# Ким, Игорь Владимирович
И́горь Владимирович Ким (род. 12 января 1966, Уштобе, Казахская ССР, СССР) — российский предприниматель, инвестор, банкир, заслуженный экономист Российской Федерации, реализовавший более 30 сделок по приобретению и консолидации активов (M&A) с участием как российских, так и зарубежных финансовых институтов. Является основным акционером АО «Экспобанк» (Россия). Состояние Кима по данным Forbes в 2013 году оценивалось в $460 млн.

## Биография
Игорь Ким родился 12 января 1966 года в городе Уштобе Алма-Атинской области Казахской ССР. В 1990 году окончил Новосибирский государственный университет по специальности «Экономическая кибернетика» по квалификации экономист-математик.
По окончании вуза занялся бизнесом, создав на базе студенческого стройотряда кооператив. Позднее осуществлял торговлю на одной из многочисленных в то время товарно-сырьевых бирж. В 1992 году стал одним из учредителей «Русского народного банка» (РНБ). Банковской деятельностью занимается более 20 лет.
Дважды входил в сотню самых богатых людей по данным журнала Forbes Russia, в 2009 ($0,4 млрд) и 2011 годах ($0,5 млрд).

## Банковская деятельность
- 1993 — стал основным владельцем КБ «Русский народный банк», став вначале заместителем председателя Правления, позднее председателем Правления.
- 1995 — назначен Председателем Правления КБ «Русский народный банк».
- 1998—2004 — председатель Правления, а затем и председатель Совета директоров Сибакадембанка.
- 2001—2004 — председатель правления Банка «Каспийский» (Казахстан).
- 2004 — вошел в состав Совета директоров Уралвнешторгбанка, став его Председателем.
- 2005 — держатель контрольного пакета акций Сибакадембанка и Уралвнешторгбанка.
- 2006 — объединил два банка в один под брендом «УРСА Банк», став Председателем Совета директоров нового финансового учреждения.
- 2008 — акционеры УРСА Банка и МДМ-Банка приняли решение об их слиянии, при этом Игорь Ким возглавил Правление и вошел в состав Совета директоров объединенного банка «МДМ Банк».
- 2010 — покинул Правление «МДМ Банка».
- 2011 — совместно с партнерами приобрел у банковской группы «Барклайс» (Barclays) ООО «Барклайс Банк» и вернул купленному активу его изначальное наименование «Экспобанк».
- 2012 — приобрел дочерний банк «ВестЛБ Восток» у крупного европейского коммерческого банка WestLB AG.[4] При участии ООО «Экспобанк» приобрел компанию «ФБ-Лизинг» — у VR Leasing AG (впоследствии присоединенную к ООО «Экспобанк») и LBBW Bank CZ a.s., который был переименован в Expobank CZ a.s.
- 2015 — ООО «Экспобанк» приобрел 100 % МАК-банка у алмазодобывающей компании «АЛРОСА»[5], который также был присоединен к ООО «Экспобанк».
- В ноябре 2015 года ООО «Экспобанк» и группа Royal Bank of Scotland договорились о покупке дочернего банка RBS в России — «Королевского банка Шотландии» ЗАО. 1 апреля 2016 года сделка была успешно завершена. По состоянию на 1 августа 2016 года банк был присоединен к ООО «Экспобанк». В рамках вручения премии Achievement Awards в 2016 году сделка по приобретению российской «дочки» «Королевского банка Шотландии» была признана лучшей на рынке M&A в 2015 году по версии журнала EMEA Finance[6].
- В декабре 2017 года ООО «Экспобанк» успешно завершило сделку с турецким «Япы Кредит Банк» (Yapi ve Kredi Bankasi A.S.) по покупке 100% акций АО «АКБ «Япы Креди Банк Москва». «Япы Креди Банк Москва» стал первым турецким банком в России.
- В 2018 году завершен процесс интеграции «Япы Кредит Банк» (Yapi ve Kredi Bankasi A.S.) с «Экспобанком».
- Также в этом году «Экспобанк» объявил о сделке по покупке 15% акций «СДМ-Банка» у Европейского банка реконструкции и развития [7]. Для «Экспобанка» сделка стала портфельной инвестицией.
- В 2019 году «Экспобанк» пришёл к соглашению с акционерами ПАО «Курскпромбанк» о приобретении контрольного пакета акций последнего [8]. К тому времени «Курскпромбанк» проработал на рынке более 29 лет и был крупнейшим по объемам активов банком в Черноземье. В январе 2020 года «Курскпромбанк» окончательно присоединился к Экспобанку в статусе Центрально-Чернозёмного филиала и продолжил работу под его брендом.[источник не указан 930 дней]

### Экспобанк
«Экспобанк» вошел в топ-50 крупнейших банков России.

## Проекты на страховом рынке
В 2007 году Игорь Ким стал 100%-ым владельцем страховой компании «ЗапСибЖАСО», ранее входившей в систему железнодорожных страховых компаний, подконтрольную РЖД. В 2008 году компания была переименована в  «D2 Страхование», её уставный капитал вырос в четыре раза до 1 млрд руб. В 2011 году «D2 Страхование» приобрела страховой портфель у страховой компании «Страховое дело Сибири» (СДС).
В 2014 году вёл переговоры о покупке крупной региональной страховой компании «Компаньон» (Самара), и розничного бизнеса страховой компании «Цюрих». Однако сделками эти переговоры не закончились — «Компаньон» лишилась лицензии, а розничный бизнес «Цюрих» купила группа «Олма», создав на его базе страховую компанию «Зетта».
В 2015 году вместе с партнёрами Юрием Вавиловым и Кириллом Нифонтовым получил контроль над страховой компанией «Резерв» (в 2021 году была продана компании Best Doctor).

## Прочая предпринимательская деятельность
Игорь Ким был одним из основателей компании-ресторатора «Фуд-мастер» (дочерние компании: «Вилка-Ложка», «Печки-лавочки», «Рыба. Рис»), долю в которой продал в 2007 году.

## Стипендиальная программа
В Новосибирске Игорь Ким учредил именную стипендию для студентов экономического факультета НГУ . За 4 года в программе приняли участие более 400 человек, выплачено 22 стипендии.

## Награды и отличия
Дважды признавался «Банкиром года» в России, в 2003 и 2009 годах. В 2006 году награждён Почетным знаком «За честь и доблесть» Всероссийской Общественной премии «Российский Национальный Олимп». В 2018 году Игорю Киму присвоено Почетное звание «Заслуженный экономист Российской Федерации» (Указ от 25 октября 2018 года № 608 о награждении за заслуги в области экономики и финансов, а также многолетнюю добросовестную работу) .

## Санкции
24 февраля 2025 года, из-за российского вторжения в Украину, Ким был включён в санкционный список Великобритании как «владелец Экспобанка, работающего в российском финансовом секторе».